# 2013年匈牙利大奖赛
2013年匈牙利大奖赛（匈牙利語：Formula 1 Magyar Nagydíj 2013）是一场于2013年7月26-28日在匈牙利的匈格罗宁赛道举办的一级方程式赛车比赛。这场比赛是2013年世界一级方程式锦标赛的第十站，也是第28届匈牙利大奖赛。
梅赛德斯车队的路易斯·汉密尔顿夺得杆位，并在正赛中斩获冠军。

## 背景

### 赛道特性
匈格罗宁-单圈长度4.381千米。比赛距离-70圈=306.630千米。共有14个弯角。平均速度196km/h为赛历上所有永久性赛道中最低。
空气动力学设置-高下压力。极速301km/h(DRS开启)-291km/h(DRS关闭)
全油门路段-占单圈的55%(低)。正赛总共需要燃油-150千克(中/高)。燃油消耗-2.11千克每圈(平均)
刹车时间-占单圈的14%。刹车区-11个。刹车磨损-高
进站耗时-16秒
燃油效率(每多搭载10千克燃油所增加的单圈时间):0.35秒(高)

### 起步表现
下表统计了本赛季截至德国大奖赛为止每位车手在发车后总计上升(+)或下降(-)的位置数。
上升: 
```
+15 范德加德  
+14 马萨
+14 佩雷斯
+12 苏蒂尔  
+10 古铁雷斯  
+10 马尔多纳多
+9 迪·雷斯塔  
+3 齐尔顿  
+3 巴顿  
+3 维特尔  
+2 皮克 
+1 胡肯伯格 
+1 阿隆索
```

下降:
```
-2 莱科宁  
-3 罗斯伯格 
-4 比安奇 
-7 博塔斯
-7 汉密尔顿  
-8 格罗斯让
-9 里奇亚多   
-15 维尔格尼  
-15 韦伯
```

### 进站时间排名
下表统计了每支车队在德国大奖赛上的最快进站时间，计时从赛车进入维修区开始，赛车离开维修区结束。
```
1.红牛     18.979 秒
2.梅赛德斯  19.316
3.路特斯    19.378
4.法拉利    19.476
5.迈凯伦    19.692
6.索伯      19.816
7.红牛二队  19.846
8.印度力量  19.910
9.玛鲁西亚  19.953
10.威廉姆斯 20.331
11.卡特汉姆 20.545
[
3
]
```

### 新闻速递
由于上一站比赛红牛车队的进站事故导致一名摄影师受伤，国际汽联宣布在排位赛和正赛中将不允许除了赛道工作人员和车队工作人员以外的人员进入维修区，而一天之后，转播方也发出声明禁止电视工作人员在任何比赛阶段出现在维修区。随后他们又放宽了要求，允许在每节比赛中有25名记者和摄影师进入维修区。同时，如果车队未将轮胎上紧就释放赛车，将会受到退后10位发车的处罚。原定于明年降低的维修区限速将从本站开始实施，所有原先限速为100km/h的赛道(即除了澳大利亚，摩纳哥和新加坡以外的所有现役赛道)将降低为80km/h。
本站比赛将有两段DRS区域，但是共用一个检测点，位于14号弯前5米，第一个激活点位于14号弯弯心后70米，第二个激活点位于1号弯后6米。
倍耐力为本站比赛带来的轮胎是中性胎(首选胎)和软胎(备选胎)。

## 赛事简报

### 第一次练习赛
| 名次 | 车手              | 车队        | 成绩     | 差距   |
| ---- | ----------------- | ----------- | -------- | ------ |
| 1    | 塞巴斯蒂安·维特尔 | 红牛-雷诺   | 1:22.723 |        |
| 2    | 马克·韦伯         | 红牛-雷诺   | 1:22.982 | +0.259 |
| 3    | 基米·莱科宁       | 路特斯-雷诺 | 1:23.010 | +0.287 |
| 4    | 费尔南多·阿隆索   | 法拉利      | 1:23.099 | +0.376 |
| 5    | 罗曼·格罗斯让     | 路特斯-雷诺 | 1:23.111 | +0.388 |

红牛车队以完美的姿态开启了这个周末，尽管开始阶段塞巴斯蒂安·维特尔的赛车出现了刹车问题，两位车手仍然包揽一二。简森·巴顿为迈凯伦车队拿下令人振奋的第6，但是仍然与领先集团有近0.3秒的差距。缺席青年车手测试的梅赛德斯车队没能做出理想的成绩，两位车手仅列第8和第13。

### 第二次练习赛
| 名次 | 车手              | 车队        | 成绩     | 差距   |
| ---- | ----------------- | ----------- | -------- | ------ |
| 1    | 塞巴斯蒂安·维特尔 | 红牛-雷诺   | 1:21.264 |        |
| 2    | 马克·韦伯         | 红牛-雷诺   | 1:21.308 | +0.044 |
| 3    | 罗曼·格罗斯让     | 路特斯-雷诺 | 1:21.417 | +0.153 |
| 4    | 费尔南多·阿隆索   | 法拉利      | 1:21.426 | +0.162 |
| 5    | 菲利佩·马萨       | 法拉利      | 1:21.544 | +0.280 |

经过了上午的辉煌以后，本节比赛红牛车队再一次占据了头两位。而路特斯车队，法拉利车队以及梅赛德斯车队的6名车手犬牙交错瓜分了第3至第8位，其中，基米·莱科宁本有机会更进一步，但他的三次软胎试跑均被交通问题所困扰，屈居第8。

### 第三次练习赛
| 名次 | 车手              | 车队            | 成绩     | 差距   |
| ---- | ----------------- | --------------- | -------- | ------ |
| 1    | 罗曼·格罗斯让     | 路特斯-雷诺     | 1:20.730 |        |
| 2    | 费尔南多·阿隆索   | 法拉利          | 1:20.898 | +0.168 |
| 3    | 塞尔希奥·佩雷斯   | 迈凯伦-梅赛德斯 | 1:21.052 | +0.322 |
| 4    | 塞巴斯蒂安·维特尔 | 红牛-雷诺       | 1:21.125 | +0.395 |
| 5    | 菲利佩·马萨       | 法拉利          | 1:21.151 | +0.421 |

本周末一直表现不俗的罗曼·格罗斯让和路特斯车队终于突破红牛车队的封锁，抢到了第一名，但是塞尔希奥·佩雷斯在最后时刻于11号弯的撞车所引发的黄旗使得包括卫冕世界冠军在内的绝大部分车手无法进一步提高自己的成绩。路易斯·汉密尔顿曾是使用中性胎的车手中最快的，但是等大家换上软胎以后他无法继续保持竞争力，仅列第6。埃斯特班·古铁雷斯是唯一一个没有做出成绩的车手，他的索伯赛车遭遇了引擎问题。

### 排位赛
路易斯·汉密尔顿在一场紧张刺激的排位赛中从塞巴斯蒂安·维特尔手中抢走了匈牙利大奖赛的杆位。梅赛德斯车手以不到百分之四秒的优势拿下了本赛季第4个杆位。

#### 第一阶段
排位赛在匈格罗宁赛道灼人的热浪中拉开帷幕，第一节开始阶段赛道温度一度达到了50摄氏度。埃斯特班·古铁雷斯是第一位驶上赛道的车手，在他的练习赛故障之后，索伯车队为他的赛车安装了新的引擎。而他的同胞，墨西哥人塞尔希奥·佩雷斯在练习赛中撞车之后，也经历了一次紧急维修，得以及时参加排位赛。然而古铁雷斯没能更进一步，本赛季第6次在第一阶段即遭淘汰。保罗·迪·雷斯塔在今年早些时候两次因为复杂赛道条件下的策略失误而没能进入第二节，他这个周末又一次重蹈覆辙，但这次的原因是因为赛车缺乏速度。”抓地力都上哪去了？”迪·雷斯塔在获得第18名后困惑地询问车队。只有卡特汉姆车队和玛鲁西亚车队的车手排在他身后。

#### 第二阶段
维特尔是第二节中第一个跑进80秒的车手，他的成绩好到甚至不需要用另外一套软胎就可以冲进第三阶段。但他的队友马克·韦伯却麻烦缠身:一个电子故障让他的变速箱失去了”快速换挡(quick shift)”功能并且还使他丧失了KERS。尽管有这些问题，他还是把他的赛车拖进了第三节。梅赛德斯双雄用后续的冲刺击败了维特尔的圈速，确保了前十的名额。但是进入和没能进入第三节的差距非常之小。丹尼尔·里奇亚多用一圈1:20.527拿下了第三节的一个位置。他只比韦伯慢0.02秒，而佩雷斯又比他慢这么多。艾德里安·苏蒂尔和尼克·胡肯伯格都在距离佩雷斯的0.04秒以内，但都位列他身后。

#### 第三阶段
梅赛德斯车队的车手率先出发，汉密尔顿排在罗斯伯格之前，但因为使用旧的软胎，他们都比自己上一阶段的成绩慢了将近半秒。但是维特尔手头多了一套全新的软胎。当他做出比所有人都快0.8秒的圈速时，他似乎已经确保了第三阶段的第一。在他的最后一圈时，他把这个标杆又一次刷新了。但是汉密尔顿提升得更多，做出了1:19.388的成绩，以不到0.04秒的优势击败了维特尔。格罗斯让整场比赛都与最快成绩十分接近，但是尽管在最后一弯有一个小失误，他还是不相信自己可以夺得杆位。他排在罗斯伯格身前位列第三。费尔南多·阿隆索和基米·莱科宁占据了第三排。韦伯因为赛车问题没能做出成绩。

### 正赛
这是路易斯·汉密尔顿宣布加入梅赛德斯车队以来的第十个月。当这个消息爆出时，他已经在2012年为迈凯伦车队赢得了三站比赛。而在这之后，梅赛德斯连续五站比赛未得一分。当新赛季揭幕时，相信他能为梅赛德斯赢得一个分站冠军的人不会比相信迈凯伦能站上领奖台的人多多少。但是在为新东家的第十场比赛中，汉密尔顿以卓越的驾驶赢得了匈牙利大奖赛。

#### 汉密尔顿领先而罗斯伯格受损
就像在德国一样，第一排发车位由汉密尔顿和维特尔所瓜分。但是随着赛道温度攀升到50摄氏度，汉密尔顿在赛前对于获胜表现得很悲观。梅赛德斯车队本赛季一直挣扎于轮胎的耐久性，尽管尼科·罗斯伯格在周五曾经进行过一次不错的18圈试跑，他们的比赛节奏仍然存有疑问。当红灯熄灭时汉密尔顿顺滑地从干净侧起步，而维特尔则挣扎于脏侧的抓地力，艰难地挡住了罗曼·格罗斯让。随着维特尔的远去，格罗斯让对起步即超越罗斯伯格的阿隆索进行了同样强硬的防守。后来阿隆索批评了格罗斯让的驾驶，但是路特斯车手没有违反任何规则——目前为止。当车阵加速冲出4号弯时罗斯伯格试图从5号弯外线超越马萨。他如果不是太早入弯的话，很有可能超越成功，但是他们的碰撞让他冲出了赛道，掉到第12名。

#### 维特尔紧追汉密尔顿
维特尔立刻释放了RB9的潜力，在第二圈结束时把汉密尔顿的优势缩减为0.56秒。这给了他使用DRS来进攻的机会。但是要胜过汉密尔顿10km/h的直线速度优势这还不够。在3圈之内，梅赛德斯赛车远离了维特尔的DRS范围。汉密尔顿持续发力，在第7圈将优势扩大到1.8秒。此时维特尔身后的格罗斯让已近在咫尺，后者已经可以使用DRS，但还不足以超越。两圈以后汉密尔顿的圈速开始下降，梅赛德斯车队当机立断让其进站。他出站后位于简森·巴顿身后，但是在他们第一次来到大直道的时候汉密尔顿就利用DRS轻松超越。维特尔的轮胎在开始衰竭之前比汉密尔顿多支持了2圈。后者不仅没有在巴顿身后损失时间，还能做出比自己的最好成绩慢不到0.2秒的圈速。更重要的是，他比维特尔上一套轮胎的最后一圈快了0.8秒。这大大抵消了维特尔在第11圈完成的比赛最快进站所带来的0.5秒优势。

#### 巴顿阻挠维特尔
就像汉密尔顿一样，维特尔出站后位于巴顿身后。但是直线速度的劣势凸显无疑——维特尔直到第二个DRS区域的尾端才得以动手。但是他唯一成功的地方就是撞上巴顿赛车的左后部，损坏了前翼。雪上加霜的是，他的引擎温度在巴顿的尾流中快速上升，他的比赛工程师盖劳米·罗奎林(Guillaume Rocquelin)很快就在无线电上催促他远离前车。维特尔照做了5圈，而格罗斯让一直紧随其后，直到再一次追进迈凯伦车手。此时，巴顿的中性胎已经跑了23圈，维特尔在非超车点4号弯对其发动的进攻好像打开了防洪闸。格罗斯让在连续弯超越了迈凯伦赛车——但是他莽撞地与巴顿发生了轮胎碰撞——然后阿隆索也在出弯时超越了巴顿。但是对于维特尔来说损失已经难以挽回。他曾经落后汉密尔顿1.7秒，而现在差距扩大到了13秒。

#### 格罗斯让受罚
像巴顿一样，马克·韦伯也用中性胎起步，并且直到23圈才进站。这使得红牛车手领跑了9圈。出站之后他落到第5，但仍比发车位高了5位。在与巴顿的摩擦后，格罗斯让在第25圈早早完成第二停。赛事干事已经在研究他们两个的碰撞，但是马上又要有另一场事故等待调查。格罗斯让出站后位于菲利佩·马萨之后并且快速追进。他没有浪费时间，立刻在4号弯外线发动了一次凶猛的进攻——然后完成了超越。至少他是这么想的。几圈之内赛事干事裁定他在四轮全部出白线的情况下超车——尽管幅度很小。他接受了通过维修区的处罚，失去了竞争领奖台的机会。

#### 维特尔追赶莱科宁
在超过巴顿之后，维特尔持续削减汉密尔顿的领先优势。当汉密尔顿在第31圈第二次进站时，差距不到12秒。但是当红牛车手3圈以后进站时，他惊愕地看到巴顿的迈凯伦赛车又一次领先他进入1号弯。幸运的是，巴顿正用软胎跑一个简短的赛段，并且很快让出了位置。但是这让维特尔损失了他之前所追近的时间。由于追上汉密尔顿希望渺茫，维特尔现在更大的担忧是身后快速追近的莱科宁。他在起步掉到马萨之后，但是与队友在同一圈完成了进站——路特斯车组平稳地为两位车手换好了轮胎。莱科宁将第二段拉长到了29圈，使得两停策略成为可能。这让他一直处于干净气流中并且可以追近被阻挡的维特尔。当红牛车手在第55圈完成最后一停时，他还有15圈可以追击路特斯赛车。他只用了3圈就进入了DRS范围，但是这再加上路特斯赛车上比他旧13圈的轮胎都不足以让他超越。维特尔同时还在处理一个赛车问题，罗奎林告诉他在方向盘上输入错误码(他的队友韦伯也在这么做)。就像他在先前追击巴顿时那样，维特尔退后了一会儿，然后继续进攻。他最好的机会在还剩两圈时到来，他试图从4号弯外线超越，但是他驶上了尘土，冲出赛道，不得不屈居第3。

#### 汉密尔顿赢得在梅赛德斯的第一场胜利
与此同时，汉密尔顿的超车显得很轻松。他最后一停出站后正好被韦伯超过。但是他在3号弯挤入红牛赛车的内线，迫使韦伯冲出赛道，上升了一个位置。那是胜利前的最后一个障碍，尽管当罗斯伯格在还剩6圈时的爆缸让梅赛德斯车队吓出了一身冷汗。他们并不清楚问题的原因——似乎并不是因为高温——所以他们不知道汉密尔顿能否撑住。汉密尔顿一天前不相信自己能拿杆位，但他对于胜利的反应是纯粹的狂喜。和德国站的结果相反，这次是莱科宁挡住维特尔，率先迎接格子旗。路特斯车在冲线后立即停下了赛车——他曾在比赛初期被建议省油。韦伯在队友身后8位起步，但比赛结束时只落后5.5秒，而阿隆索位列格罗斯让身前排名第5。格罗斯让因为与巴顿的碰撞受到了20秒的罚时，但是没有对位置产生影响，阿隆索则躲过了3次违规使用DRS的处罚。

#### 威廉姆斯终于得分
排名第8的马萨前后都是迈凯伦车手。而他们之后则是威廉姆斯车队对于本赛季首个积分的漫长等待宣告结束，帕斯托·马尔多纳多由于罗斯伯格的退赛带回第10。他的队友在比赛刚过半时就因为液压故障退赛。因为维修区超速而受到通过维修站的处罚使得胡肯伯格位列第11，他身后事两辆红牛二队的赛车。让-埃里克·维尔格尼在丹尼尔·里奇亚多之前完赛，后者因为一次缓慢的进站损失了多个位置。两辆印度力量赛车都因为液压故障退赛。末流车队中一次戏剧性的性能提升使得原本与卡特汉姆车队平分秋色的玛鲁西亚车队被对方套圈。”我们整场比赛都挣扎于平衡并且需要全力保护后胎，”儒勒·比安奇如是说。

#### 汉密尔顿重回争冠行列
玛鲁西亚的困境是本周末轮胎改变对于锦标赛竞争格局影响的一个表现。本赛季我们总是发现梅赛德斯和红牛对于新轮胎更加适应。现在的问题是汉密尔顿的胜利是否是他对于总冠军挑战的开始。接下来两站比赛是在”动力赛道”上，而这应该会迎合梅赛德斯的口味，并且罗斯·布朗说他们赛车研发的优先级将在这两站比赛后宣布。维特尔可以认为他又加大了积分榜领先。但是他也可能越发担心目前位列第4，相差48分，刚刚为新车队赢得冠军的对手所带来的威胁。

## 赛事结果

### 排位赛
| 名次               | 车号 | 车手               | 车队              | 第一阶段 | 第二阶段 | 第三阶段 | 发车位 |
| ------------------ | ---- | ------------------ | ----------------- | -------- | -------- | -------- | ------ |
| 1                  | 10   | 路易斯·汉密尔顿    | 梅赛德斯          | 1:20.363 | 1:19.862 | 1:19.388 | 1      |
| 2                  | 1    | 塞巴斯蒂安·维特尔  | 红牛-雷诺         | 1:20.646 | 1:19.992 | 1:19.426 | 2      |
| 3                  | 8    | 罗曼·格罗斯让      | 路特斯-雷诺       | 1:20.447 | 1:20.101 | 1:19.595 | 3      |
| 4                  | 9    | 尼科·罗斯伯格      | 梅赛德斯          | 1:20.350 | 1:19.778 | 1:19.720 | 4      |
| 5                  | 3    | 费尔南多·阿隆索    | 法拉利            | 1:20.652 | 1:20.183 | 1:19.791 | 5      |
| 6                  | 7    | 基米·莱科宁        | 路特斯-雷诺       | 1:20.867 | 1:20.243 | 1:19.851 | 6      |
| 7                  | 4    | 菲利佩·马萨        | 法拉利            | 1:21.004 | 1:20.460 | 1:19.929 | 7      |
| 8                  | 19   | 丹尼尔·里奇亚多    | 红牛二队-法拉利   | 1:21.181 | 1:20.527 | 1:20.641 | 8      |
| 9                  | 6    | 塞尔希奥·佩雷斯    | 迈凯伦-梅赛德斯   | 1:21.612 | 1:20.545 | 1:22.398 | 9      |
| 10                 | 2    | 马克·韦伯          | 红牛-雷诺         | 1:21.264 | 1:20.503 | 无成绩   | 10     |
| 11                 | 15   | 艾德里安·苏蒂尔    | 印度力量-梅赛德斯 | 1:21.471 | 1:20.569 |          | 11     |
| 12                 | 11   | 尼克·胡肯伯格      | 索伯-法拉利       | 1:21.028 | 1:20.580 |          | 12     |
| 13                 | 5    | 简森·巴顿          | 迈凯伦-梅赛德斯   | 1:21.131 | 1:20.777 |          | 13     |
| 14                 | 18   | 让-埃里克·维尔格尼 | 红牛二队-法拉利   | 1:21.345 | 1:21.029 |          | 14     |
| 15                 | 16   | 帕斯托·马尔多纳多  | 威廉姆斯-雷诺     | 1:20.816 | 1:21.133 |          | 15     |
| 16                 | 17   | 瓦尔特利·博塔斯    | 威廉姆斯-雷诺     | 1:21.135 | 1:21.219 |          | 16     |
| 17                 | 12   | 埃斯特班·古铁雷斯  | 索伯-法拉利       | 1:21.724 |          |          | 17     |
| 18                 | 14   | 保罗·迪·雷斯塔     | 印度力量-梅赛德斯 | 1:22.043 |          |          | 18     |
| 19                 | 20   | 查尔斯·皮克        | 卡特汉姆-考斯沃斯 | 1:23.007 |          |          | 19     |
| 20                 | 21   | 吉多·范德加德      | 卡特汉姆-考斯沃斯 | 1:23.333 |          |          | 20     |
| 21                 | 22   | 儒勒·比安奇        | 玛鲁西亚-考斯沃斯 | 1:23.787 |          |          | 21     |
| 22                 | 23   | 马克斯·齐尔顿      | 玛鲁西亚-考斯沃斯 | 1:23.997 |          |          | 22     |
| 107% 时间:1:25.974 |      |                    |                   |          |          |          |        |
| 来源:              |      |                    |                   |          |          |          |        |

### 正赛
| 名次  | 车号 | 车手               | 车队              | 圈数 | 时间/退赛   | 发车位 | 积分 |
| ----- | ---- | ------------------ | ----------------- | ---- | ----------- | ------ | ---- |
| 1     | 10   | 路易斯·汉密尔顿    | 梅赛德斯          | 70   | 1:42:29.445 | 1      | 25   |
| 2     | 7    | 基米·莱科宁        | 路特斯-雷诺       | 70   | +10.938     | 6      | 18   |
| 3     | 1    | 塞巴斯蒂安·维特尔  | 红牛-雷诺         | 70   | +12.459     | 2      | 15   |
| 4     | 2    | 马克·韦伯          | 红牛-雷诺         | 70   | +18.044     | 10     | 12   |
| 5     | 3    | 费尔南多·阿隆索    | 法拉利            | 70   | +31.411     | 5      | 10   |
| 6     | 8    | 罗曼·格罗斯让      | 路特斯-雷诺       | 70   | +52.295 1   | 3      | 8    |
| 7     | 5    | 简森·巴顿          | 迈凯伦-梅赛德斯   | 70   | +53.819     | 13     | 6    |
| 8     | 4    | 菲利佩·马萨        | 法拉利            | 70   | +56.447     | 7      | 4    |
| 9     | 6    | 塞尔希奥·佩雷斯    | 迈凯伦-梅赛德斯   | 69   | +1圈        | 9      | 2    |
| 10    | 16   | 帕斯托·马尔多纳多  | 威廉姆斯-雷诺     | 69   | +1圈        | 15     | 1    |
| 11    | 11   | 尼克·胡肯伯格      | 索伯-法拉利       | 69   | +1圈        | 12     |      |
| 12    | 18   | 让-埃里克·维尔格尼 | 红牛二队-法拉利   | 69   | +1圈        | 14     |      |
| 13    | 19   | 丹尼尔·里奇亚多    | 红牛二队-法拉利   | 69   | +1圈        | 8      |      |
| 14    | 21   | 吉多·范德加德      | 卡特汉姆-考斯沃斯 | 68   | +2圈        | 20     |      |
| 15    | 20   | 查尔斯·皮克        | 卡特汉姆-考斯沃斯 | 68   | +2圈        | 19     |      |
| 16    | 22   | 儒勒·比安奇        | 玛鲁西亚-考斯沃斯 | 67   | +3圈        | 21     |      |
| 17    | 23   | 马克斯·齐尔顿      | 玛鲁西亚-考斯沃斯 | 67   | +3圈        | 22     |      |
| 18    | 14   | 保罗·迪·雷斯塔     | 印度力量-梅赛德斯 | 66   | +4圈/液压   | 18     |      |
| 19    | 9    | 尼科·罗斯伯格      | 梅赛德斯          | 64   | +6圈/引擎   | 4      |      |
| Ret   | 17   | 瓦尔特利·博塔斯    | 威廉姆斯-雷诺     | 42   | 液压        | 16     |      |
| Ret   | 12   | 埃斯特班·古铁雷斯  | 索伯-法拉利       | 28   | 变速箱      | 17     |      |
| Ret   | 15   | 艾德里安·苏蒂尔    | 印度力量-梅赛德斯 | 19   | 液压        | 11     |      |
| 来源: |      |                    |                   |      |             |        |      |

注：
1. ^1 罗曼·格罗斯让因为与简森·巴顿的碰撞而被罚时20秒。[18]

### 赛后排名
|   | 名次 | 车手              | 分数 |
| - | ---- | ----------------- | ---- |
|   | 1    | 塞巴斯蒂安·维特尔 | 172  |
| 1 | 2    | 基米·莱科宁       | 134  |
| 1 | 3    | 费尔南多·阿隆索   | 133  |
|   | 4    | 路易斯·汉密尔顿   | 124  |
|   | 5    | 马克·韦伯         | 105  |

|  | 名次 | 车队              | 分数 |
|  | ---- | ----------------- | ---- |
|  | 1    | 红牛-雷诺         | 277  |
|  | 2    | 梅赛德斯          | 208  |
|  | 3    | 法拉利            | 194  |
|  | 4    | 路特斯-雷诺       | 183  |
|  | 5    | 印度力量-梅赛德斯 | 59   |

- 注: 只包括前五名。